# 阿曼根杰
阿曼根杰（Amanganj），是印度中央邦Panna县的一个城镇。总人口11614（2001年）。

## 人口
该地2001年总人口11614人，其中男性6239人，女性5375人；0—6岁人口1973人，其中男1055人，女918人；识字率60.01%，其中男性为66.87%，女性为52.04%。